# 中井俊祐
中井 俊祐（なかい しゅんすけ、1980年（昭和55年）10月6日 - ）は、大阪府松原市出身の競艇選手。
阪南大学高等学校卒業。
登録番号4138。身長167cm。血液型O型。89期。大阪支部所属。同期に、山田雄太、江夏満、君島秀三らがいる。

## 来歴
- 2001年11月、住之江競艇場の一般競走でデビュー（6号艇5着）。
- 2001年12月7日、鳴門競艇場の一般競走で水神祭を飾る（5号艇6コース。決まり手はまくり）。
- 2003年12月、蒲郡競艇場の2003Xマス＆FINALナイターで初優出（5号艇・3着）。
- 2004年11月8日、江戸川競艇場の第6回日本財団会長杯で初優勝を飾る（5号艇・決まり手はまくり）[1]

## 人物・エピソード
- 弟子は同じく松原市出身の伊藤喜智。支部の先輩の湯川浩司とも同郷である。
- 趣味はスロットで、スロットライターの射駒タケシのファンである。最高払い出し枚数は2万5,000枚。射駒とは、知人であるボートレース芸人・福田恵悟の紹介で交流がある。そのほかグランジ・佐藤大や元ガリバートンネル・佐助などとも交流がある。